# Burgl Färbinger
Burgl Färbinger, née le 10 octobre 1945 à Berchtesgaden et morte le 22 mai 2025, est une skieuse alpine allemande.

## Palmarès

### Jeux olympiques d'hiver
| Épreuve / Édition | Descente | Slalom géant | Slalom       |
| JO 1964 Innsbruck | 12e      | 18e          | Disqualifiée |
| JO 1968 Grenoble  | 14e      | 10e          | 6e           |

### Championnats du monde
| Épreuve / Édition      | Descente | Slalom géant | Slalom       | Combiné      |
| JO 1964 Innsbruck      | 12e      | 18e          | Disqualifiée | Disqualifiée |
| Mondiaux 1966 Portillo | Bronze   | 9e           | 14e          | 4e           |
| JO 1968 Grenoble       | 14e      | 10e          | 6e           | 6e           |

## Coupe du monde
- Meilleur résultat au classement général : 7e en 1967
  - 1 victoire : 1 slalom

### Saison par saison
- Coupe du monde 1967 :
  - Classement général : 7e
    - 1 victoire en géant : Monte Bondone
- Coupe du monde 1968 :
  - Classement général : 16e
- Coupe du monde 1969 :
  - Classement général : 31e

## Arlberg-Kandahar
- Meilleur résultat : 7e place dans la descente 1967 à Sestrières

## Mort
Elle meurt le 22 mai 2025 et est enterrée dans le cimetière de montagne de Schönau am Königssee.